# Sayda
Sayda – miasto w Niemczech, w kraju związkowym Saksonia, w okręgu administracyjnym Chemnitz, w powiecie Mittelsachsen (do 31 lipca 2008 w powiecie Freiberg), siedziba wspólnoty administracyjnej Sayda.

## Geografia
Sayda leży ok. 24 km na południe od Freiberga.

## Dzielnice miasta
- Friedebach
- Mortelgrund
- Pilsdorf
- Ullersdorf

Przez miasto przebiega droga krajowa B171.

## Współpraca
- Meziboří, Czechy
- Sogliano al Rubicone, Włochy
- Strenči, Łotwa